# 半導体デバイス製造
半導体デバイス製造とは、シリコン基板上に多くの連続した工程を繰り返すことで電気回路を完成させる製造工程のことである。
例としては、無線周波数 ( RF ) アンプ、 LED 、光学コンピューターコンポーネント、およびコンピューター用マイクロプロセッサや記憶素子製造があげられる。ウェーハ製造は、必要な回路構造を備えた電子部品を構築するために使用される。主要な製造工程は、前工程・後工程・検査管理工程と区分されている。
前工程は、ウェハー上にLSIチップを作る工程であり、前工程の前半部分は基板工程（フロントエンド）、後半部分は配線工程（バックエンド）と呼ばれる。
製造は前工程に渡すデータの作成から始まる。回路設計技術者が、要求される機能を定義し、必要な信号、入力・出力、および電圧を指定することから始まる。これらの電気回路仕様は、 SPICEなどの電気回路設計ソフトウェアに入力され、出来上がったデータは出力され、コンピュータ支援設計（CAD）に使用されるものと同様の回路配線レイアウト プログラムに入力される。これは、フォトマスク製造用レイヤーを作成するために使われる。

## 前工程

### 基板工程
基板工程（フロントエンド、FEOL）とは、トランジスタ電気回路を形成する工程のことである。洗浄、乾燥、イオン注入、熱処理、リソグラフィ、成膜、平坦化などのプロセスをくり返し行うことで回路を形成していく。
シリコンウエハーは、まっさらで純粋な状態からスタートし、クリーンルームで何層も回路を重ねて作る。
まず、シリコン基板の表面にフォトレジストを塗布し、一層目の回路を描いたフォトマスクに短波長の紫外線を照射してフォトレジストを感光させ、未露光部をドライエッチング、あるいはピラニア溶液でウェットエッチングしてフォトリソグラフィ処理をおこなったあとに超純水で洗浄し、スピン乾燥・IPA乾燥・マランゴニ乾燥(マランゴニ効果)などの方法で乾燥させる。
次に、目的の領域に薄膜形成用の原料ガスを注入し、高温で化学気相蒸着法（CVD）、物理気相成長法（PVD）、エピタキシャル成長法、スパッタリングなどの蒸着法で薄膜を形成する。また、高周波駆動のイオン源を用いて、O 2 +や O +などのイオンを正確なパターンで、特定の深さに集束イオンビーム法でイオン注入する場合もある。
これらの工程の中で拡散、酸化のための熱処理が、ファーネスアニール、ラピッドサーマルアニール（Rapid Thermal Anneal、RTA）、レーザーアニールなどの方法で行われる。
こうして一層目が形成されると化学機械研磨（CMP）法で平坦化処理が行われ完了する。
これらのステップを二層目、三層目と繰り返すことで必要な機能を実現するウェーハを製造する。この工程は、実現したい回路機能の複雑さに応じて何百回も繰り返されることがしばしばある。

### 配線工程
配線工程（バックエンド、BEOL）とは、形成したトランジスタを配線する工程のこと。
- メタライズ（配線）
  - 銅配線
  - アルミ配線
  - 多層配線

## 後工程
後工程とは、LSIチップをパッケージ化する工程である。
- バックグラインド
- ダイシング
- ダイボンディング
- ワイヤ・ボンディング
  - 超音波熱圧着（UNTC）

## 検査・管理
- テストパターン
- 工程管理

## 製造会社・ファウンドリー
ファブとは、これらのプロセスを達成する場所の一般的な用語である。多くの場合、ファブはインテル、テキサス・インスツルメンツ、フリースケール・セミコンダクタ（現在はNXPセミコンダクターズ）など、半導体チップを設計・製造・販売する会社が所有していた。
しかし、半導体設計会社から製造を受託して製造するファウンドリーが台頭してきて、製造分野では大きなシェアを有するようになっている。
主要なファウンドリーとしては、台湾積体電路製造(TSMC)、ユナイテッド・マイクロエレクトロニクス・コーポレーション(UMC)、グローバル・ファウンドリーズ、セミコンダクター マニュファクチャリング インターナショナル コーポレーション（SMIC）がある。